# 사천면
사천면(沙川面)은 대한민국 강원특별자치도 강릉시의 면이다.

## 개요
사천면은 사천천을 중심으로 남북간 자연부락 형성된 곳이다. 국도 제7호선과 동해고속도로 확장으로 교통이 편리하며, 해안선을 따라 사천진항(1종 어항)과 세 개의 해수욕장, 용연계곡 휴양지 등 여름철 피서지로 유명하다. 지역 특산물로는 갈골한과(과즐), 사천진리 양미리, 사기막 송이 등이 있다.

## 행정 구역
| 법정리   | 한자명   | 행정리                       |
| -------- | -------- | ---------------------------- |
| 노동리   | 蘆洞里   | 노동상리, 노동중리, 노동하리 |
| 덕실리   | 德實里   | 덕실리                       |
| 미노리   | 美老里   | 미노리                       |
| 방동리   | 芳洞里   | 방동상리, 방동하리           |
| 사기막리 | 沙器幕里 | 사기막리                     |
| 사천진리 | 沙川津里 | 사천진리                     |
| 산대월리 | 山帶月里 | 산대월리                     |
| 석교리   | 石橋里   | 석교1리, 석교2리             |
| 판교리   | 板橋里   | 판교1리, 판교2리             |
| 하평리   | 荷坪里   | 하평리                       |

## 학교
- 사천초등학교
- 사천중학교
- 강릉원주대학교 강릉캠퍼스